# Kaskrediet
In Vlaanderen spreekt men van een kaskrediet (in een van de betekenissen van rekening-courant) wanneer een onderneming een betaalrekening (in dagelijks taalgebruik spreekt men van een 'zichtrekening') aanhoudt bij een kredietinstelling waaraan een kredietopening is gekoppeld.
Een kredietopening geeft aan een onderneming het recht om ten belope van een contractueel overeengekomen bedrag krediet op te nemen, en verschilt van een lening in die zin dat er pas gelden ter beschikking van de kredietnemer worden gesteld in de mate dat deze beslist om krediet op te nemen en dus effectief gebruik maakt van het recht daartoe dat hem bij de kredietopening werd toegekend. De figuur van het kaskrediet laat ondernemingen toe om, wanneer zij zich geconfronteerd zien met een tijdelijke liquiditeitsknel, krediet op te nemen teneinde het hoofd te kunnen bieden aan dit tijdelijk tekort aan liquide middelen. Om die reden is de kredietvorm van het kaskrediet een vaak gebruikte techniek bij leveranciers en andere ondernemingen met een groot aantal schulden en schuldvordering op de korte termijn.
Vermits een kaskrediet werkt met het systeem van een kredietopening zijn ook enkel interesten verschuldigd in de mate dat de onderneming daadwerkelijk krediet opneemt. Daarentegen zal men steeds commissie verschuldigd zijn voor het feit dat de kredietinstelling deze kredietlijn ter beschikking stelt, ongeacht of men er gebruik heeft van gemaakt.